# FunFair
FunFair — це платформа, яка надає послуги створення (через ліцензування) онлайн-казино та криптовалют побудована на технології блокчейн. FunFair створена на технології Ethereum (ERC-20). Співзасновником та виконавчим директором FunFair є Джен Сан.
22 червня 2017 року було створено 11,000,000,000 токенів FunFair (FUN). Більше токенів FunFair не будуть створюватись. В кінці червня 2017 року почались торги токеном FunFair на криптовалютних біржах за ціною $0.011 за токен. Станом на лютий 2018 року FunFair можна купити на біржах Bittrex, Binance за Bitcoin чи Ethereum. 
Як і більшість токенів на ERC-20, FunFair підтримує гаманець MyEtherWallet та Exodus.